# H・R・ギーガー
ハンス・リューディ・ギーガー（Hans Ruedi Giger、1940年2月5日 - 2014年5月12日）は、スイス出身の画家、イラストレーター、造形作家。
米SF映画『エイリアン』のクリーチャーデザイナーとして知られ、そのほか幅広い分野で作品を提供するなど、同国を代表する芸術家として名を馳せた。第52回アカデミー賞視覚効果賞受賞。

## 概要
スイスのクールで誕生、その後にチューリッヒで建築とインダストリアルデザインを学んだ。レコードおよびCDのカバーアートの制作や、映画『エイリアン』での造形デザインで知られている。2013年秋に階段から転落し、療養中の2014年5月12日に病院で死去した。74歳没。
死後は、H・R・ギーガーミュージアムを管理する財団が作品の権利を引き継ぎ、ドキュメンタリー映画『DARK STAR H・R・ギーガーの世界』などが制作された。日本では、生前に自身の「GIGER'S FILM DESIGN」展を希望していたが、2017年に同映画の公開やアート展などが開かれる形で実現した。
アーティスト名である「H・R」は、出生地にあるネームプレートから本名が「Hans Ruedi Giger（ハンス・リューディ・ギーガー）」であることが判明している。

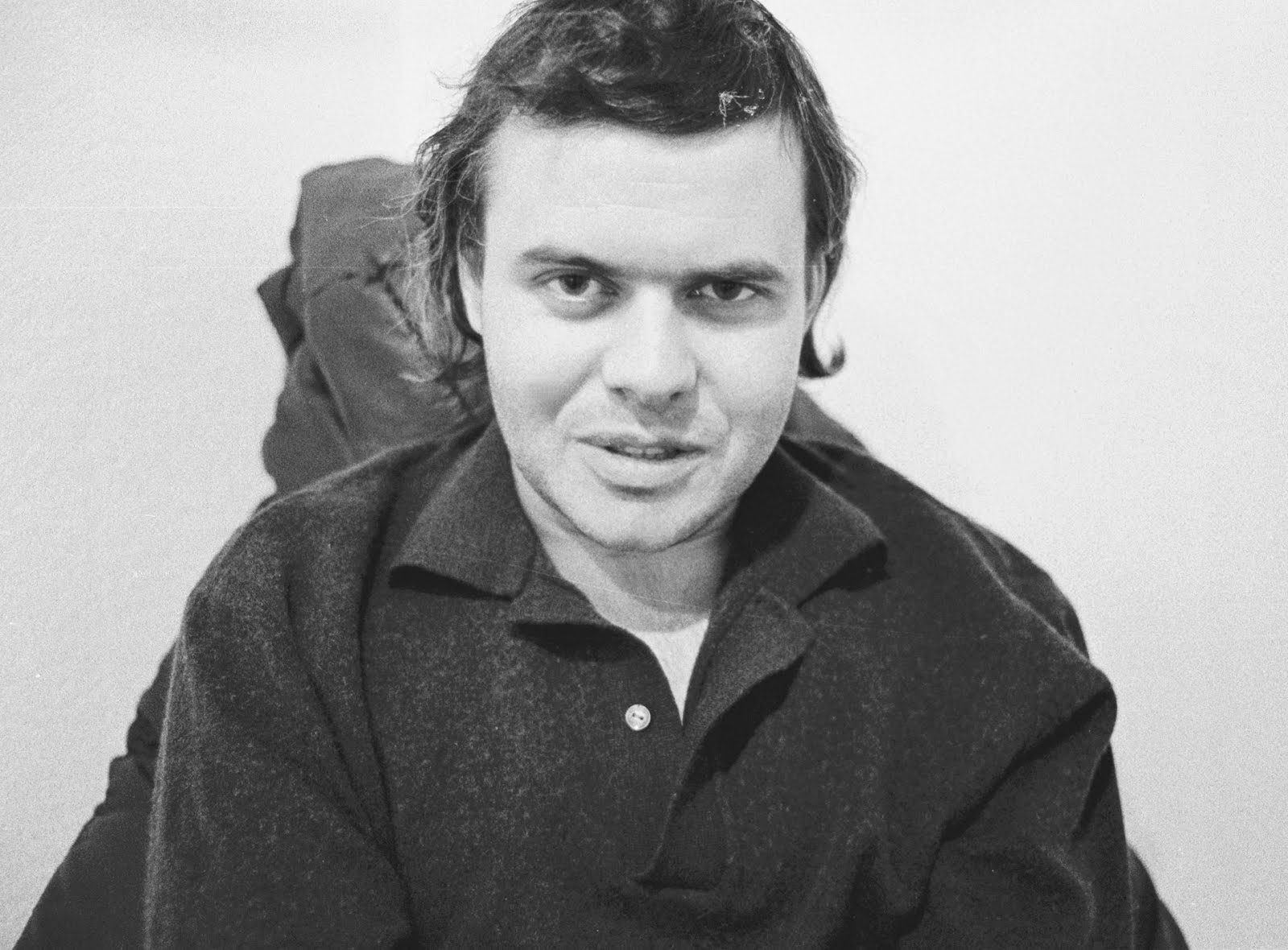
自宅のスタジオにて（1985年）
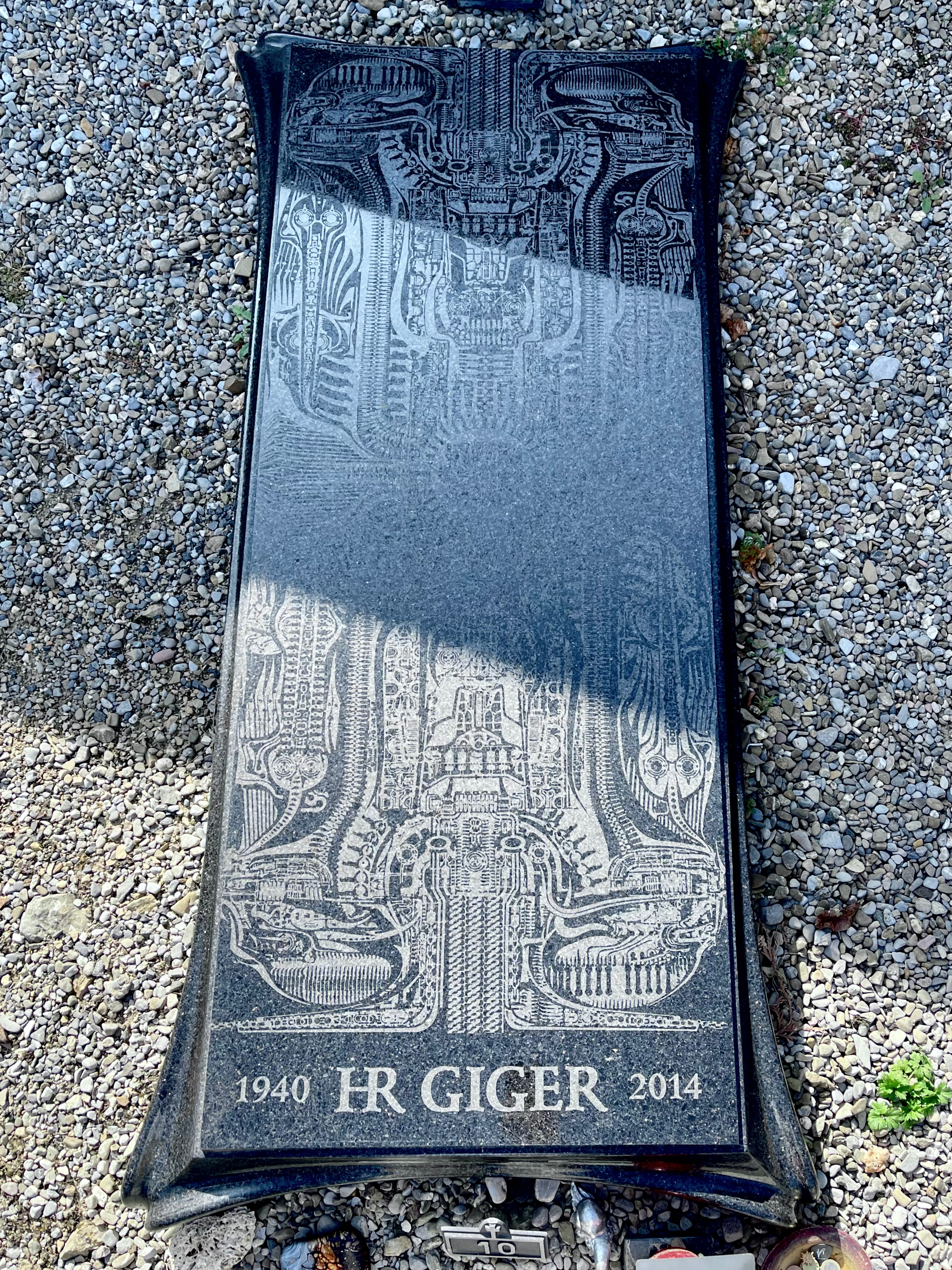
地元グリュイエール教会にあるギーガーの墓、2023
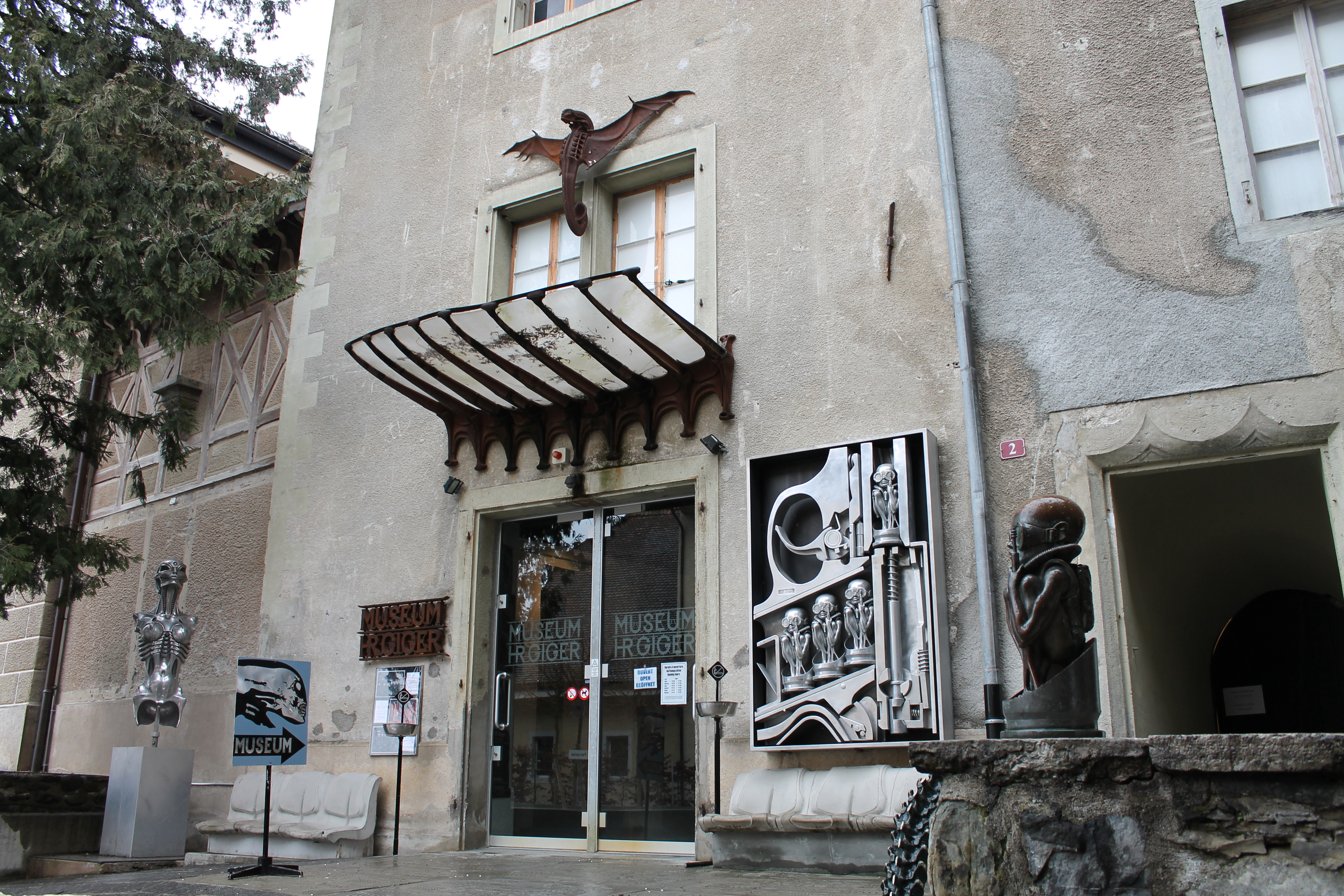
グリュイエールにあるH・R・ギーガー ミュージアム
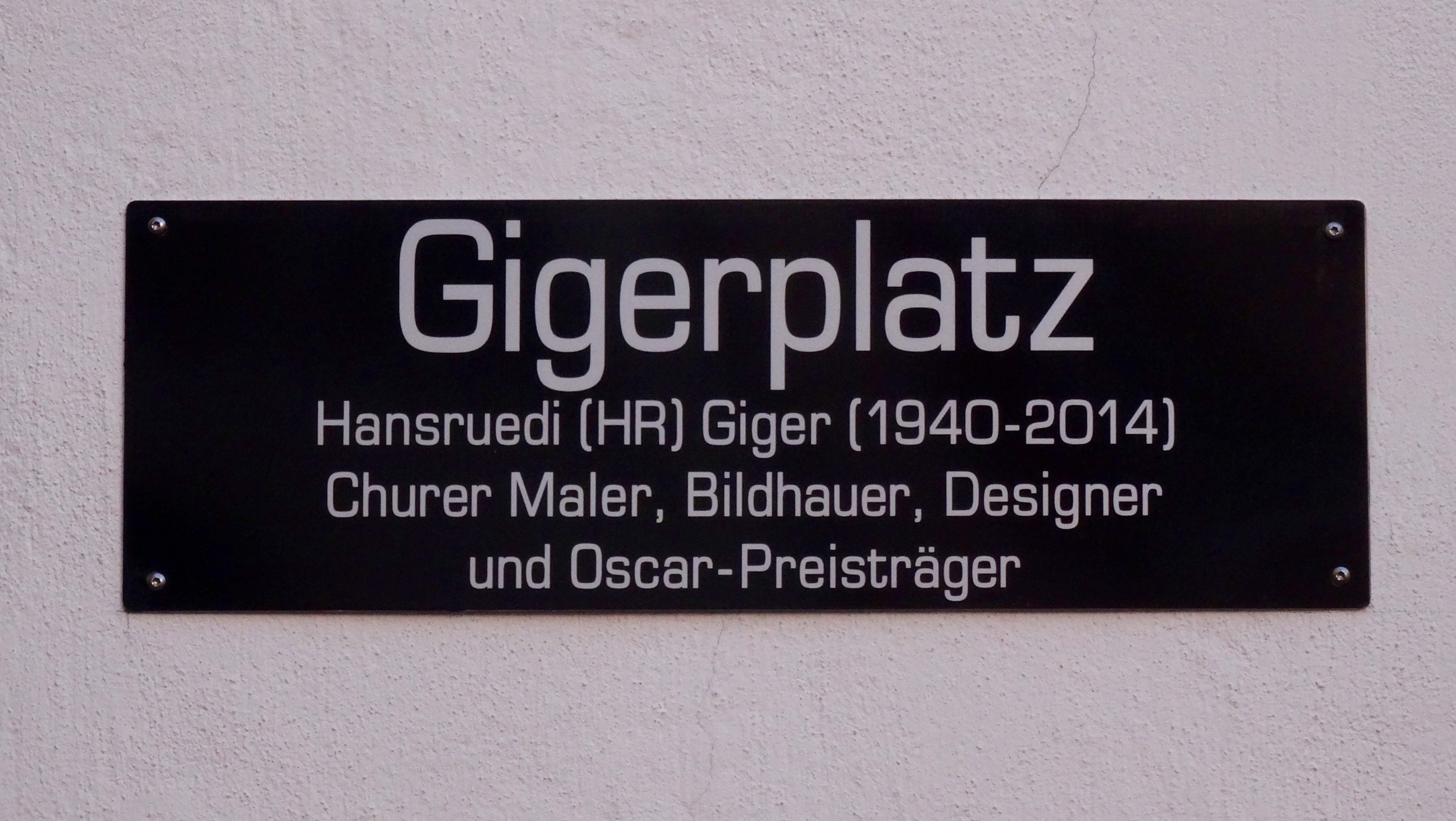
出生地クールのギーガー広場にあるネームプレート
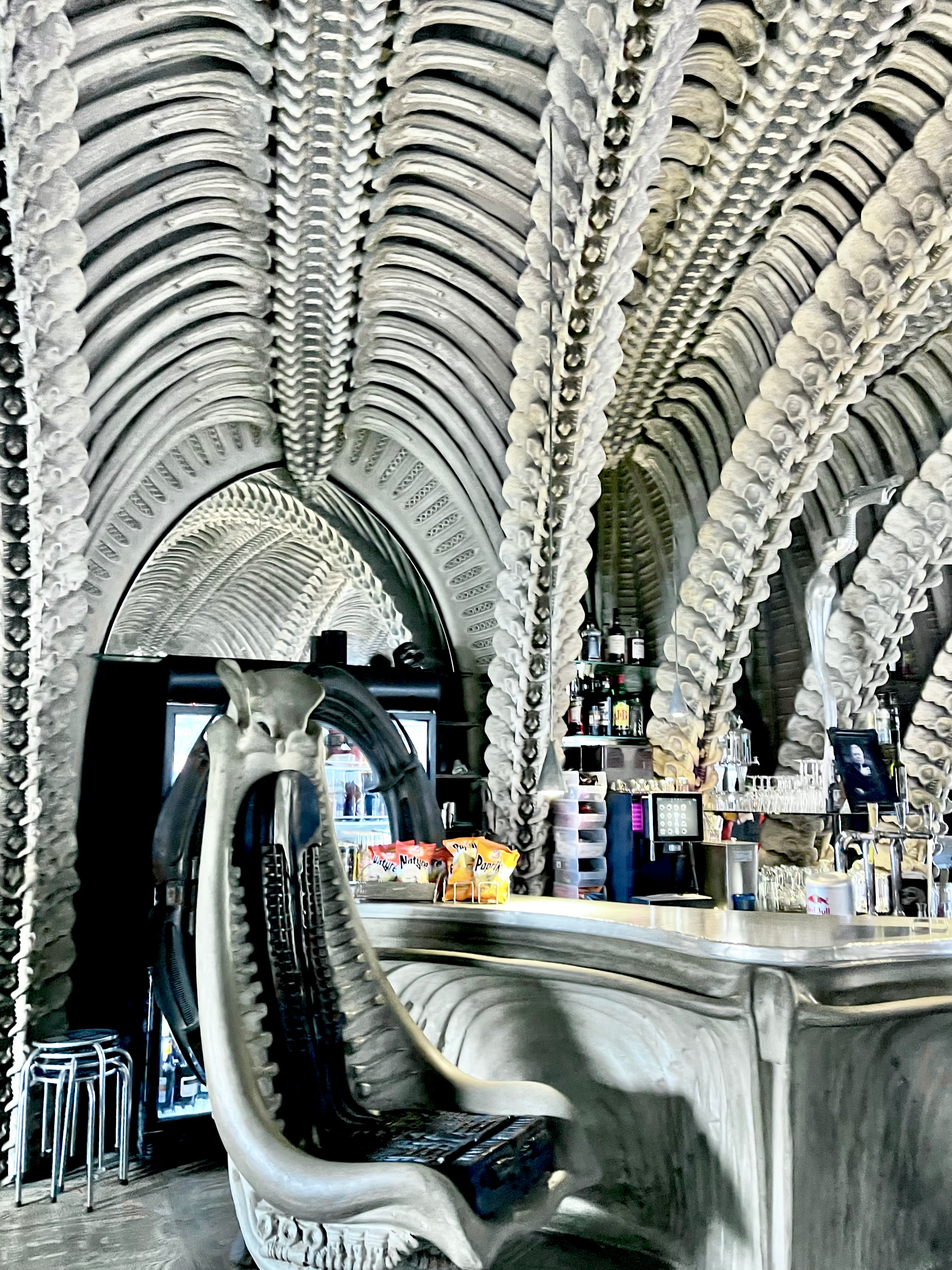
H・R・ギーガー Bar、2023 、スイス

## 作品の傾向
モノトーンで陰影の強い、「グロテスクなイメージの絵」を描くことで知られる。
頭骨や脊椎などの人間の肉体のパーツと、じゃばら状のチューブなど機械的造形とを融合して構成された、「バイオメカノイド（biomechanoid）、バイオメカニカル（biomechanical）」と呼ぶスタイルの作品が多い。
また、しばしば人間の性器をモチーフにしている。映画『エイリアン』のデザインに関しても、エイリアンの成体およびチェストバスター（幼体）の頭部は陰茎を、フェイスハガーの下の面は女性の外陰部をモチーフとしている。エイリアンの卵も女性器を想像させる一本の筋が入った形状のものがオリジナルのデザインであったが、それが原因で映画が上映禁止に指定されないように、十字の形状をしたものにデザインが変更されている。1973年に発表した、結合した男女の性器が交互に配置されている（その中の男性器のひとつにはコンドームが装着されている）作品「Landscape XX」は、当時わいせつ性の有無が議論になった。
晩年の傾向としては、エアブラシを使ったモノトーン調の一枚絵ではなく、スケッチや随筆の小品が多くなった。自身の作品の3次元化したスタチューや、楽器、家具、羽毛布団などの芸術関連以外にも多くかかわっていた。

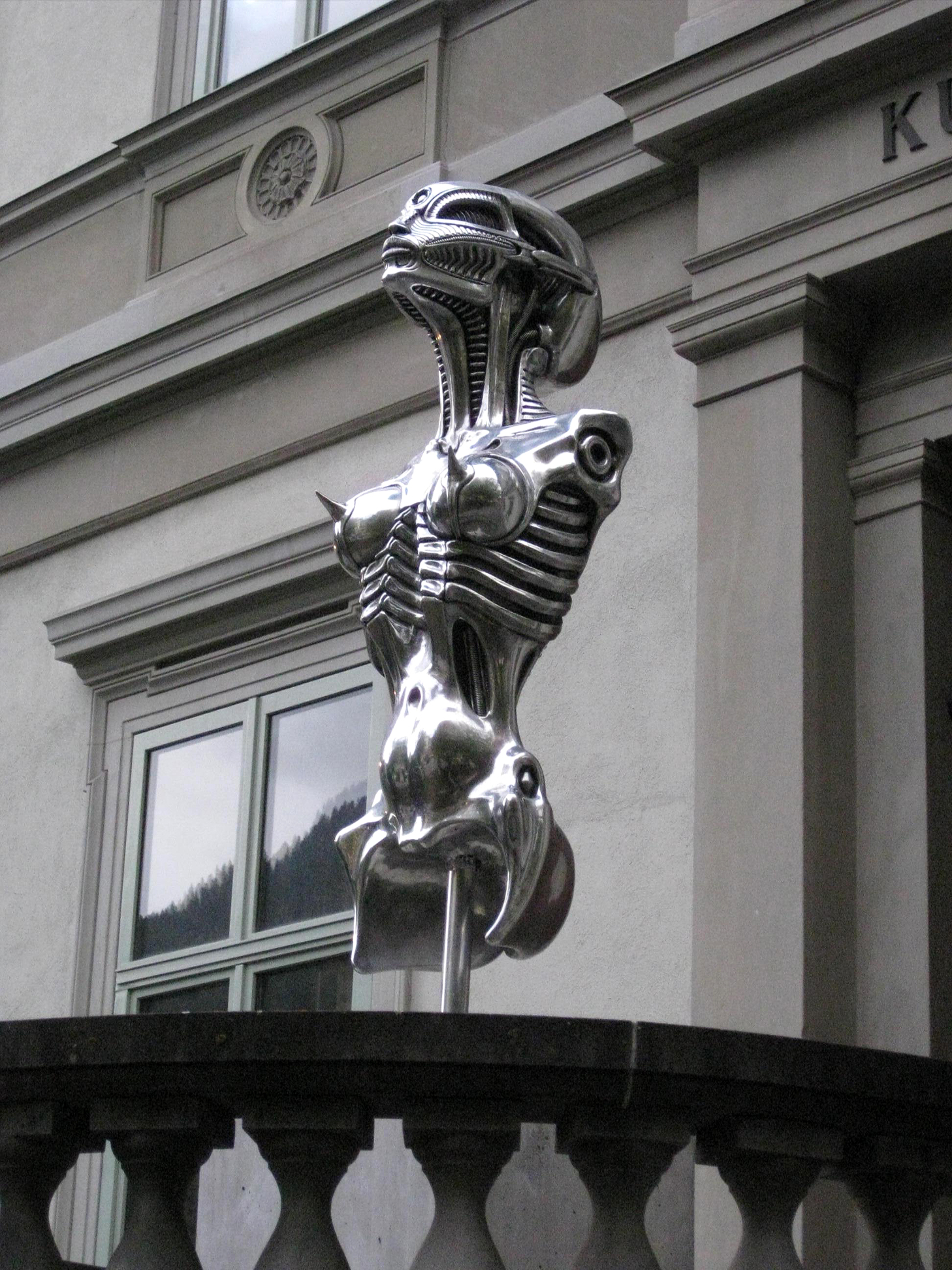
胸体作品
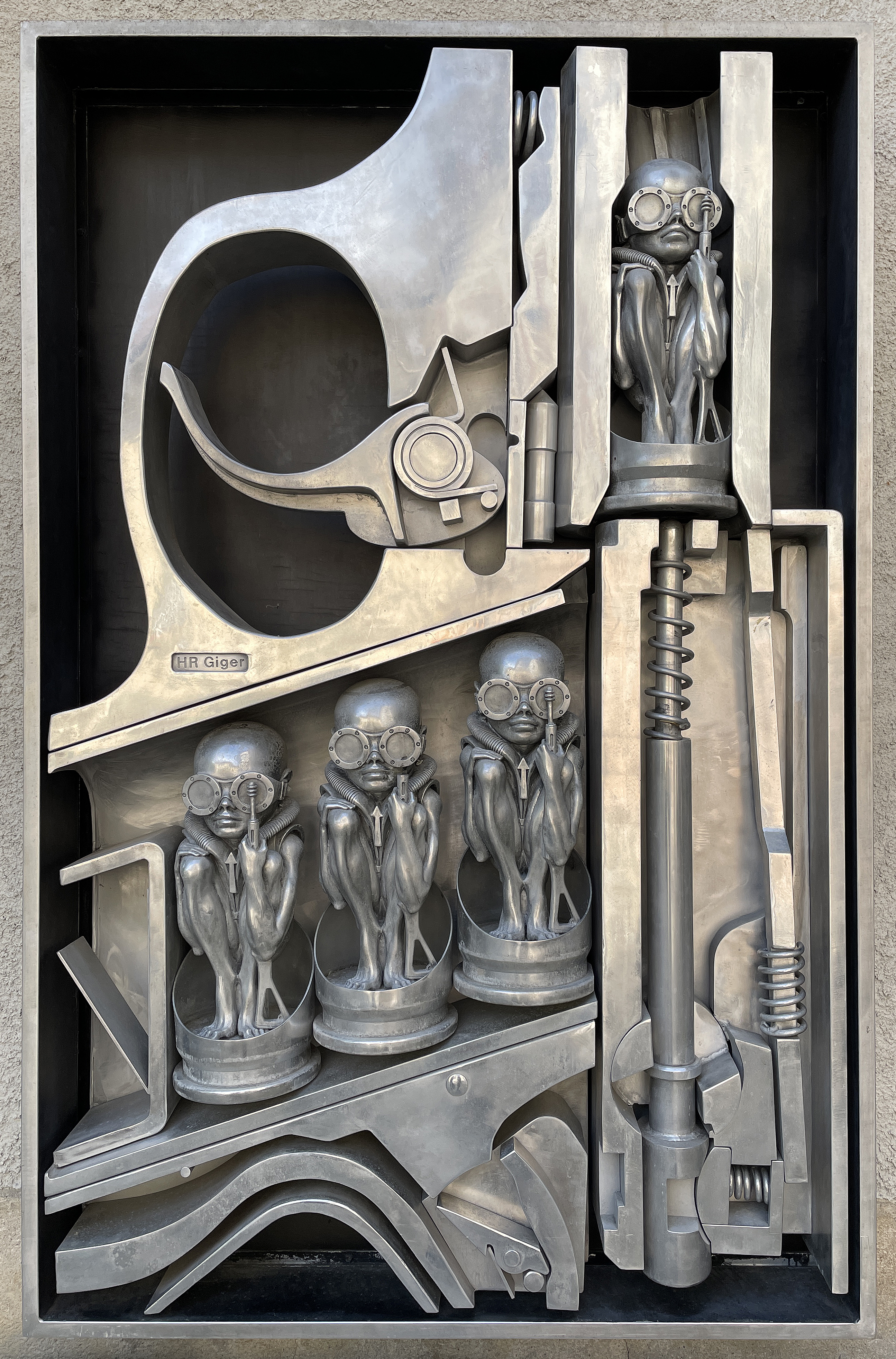
造形作品
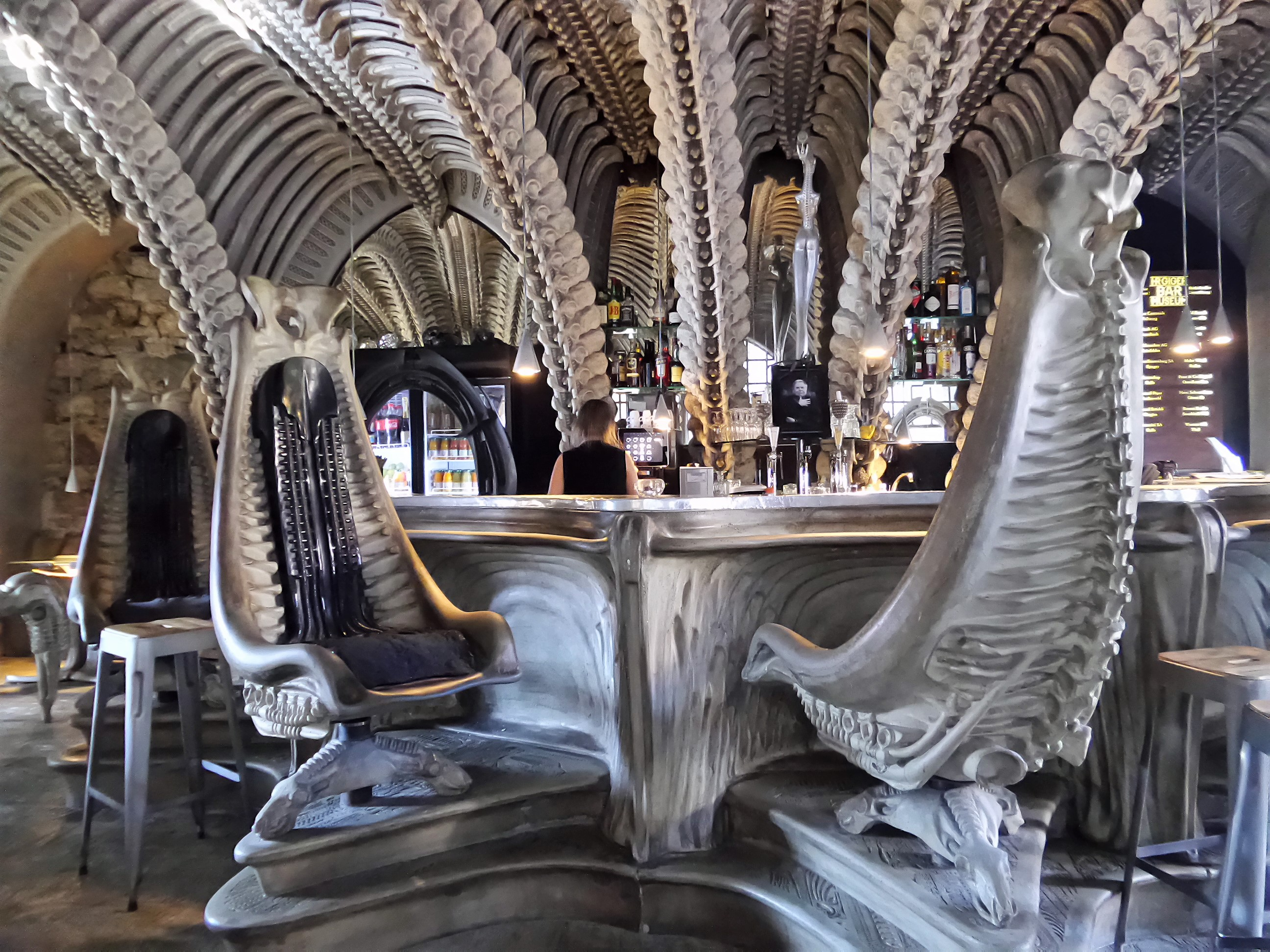
本拠地グリュイエールにある自身デザインのGiger Bar
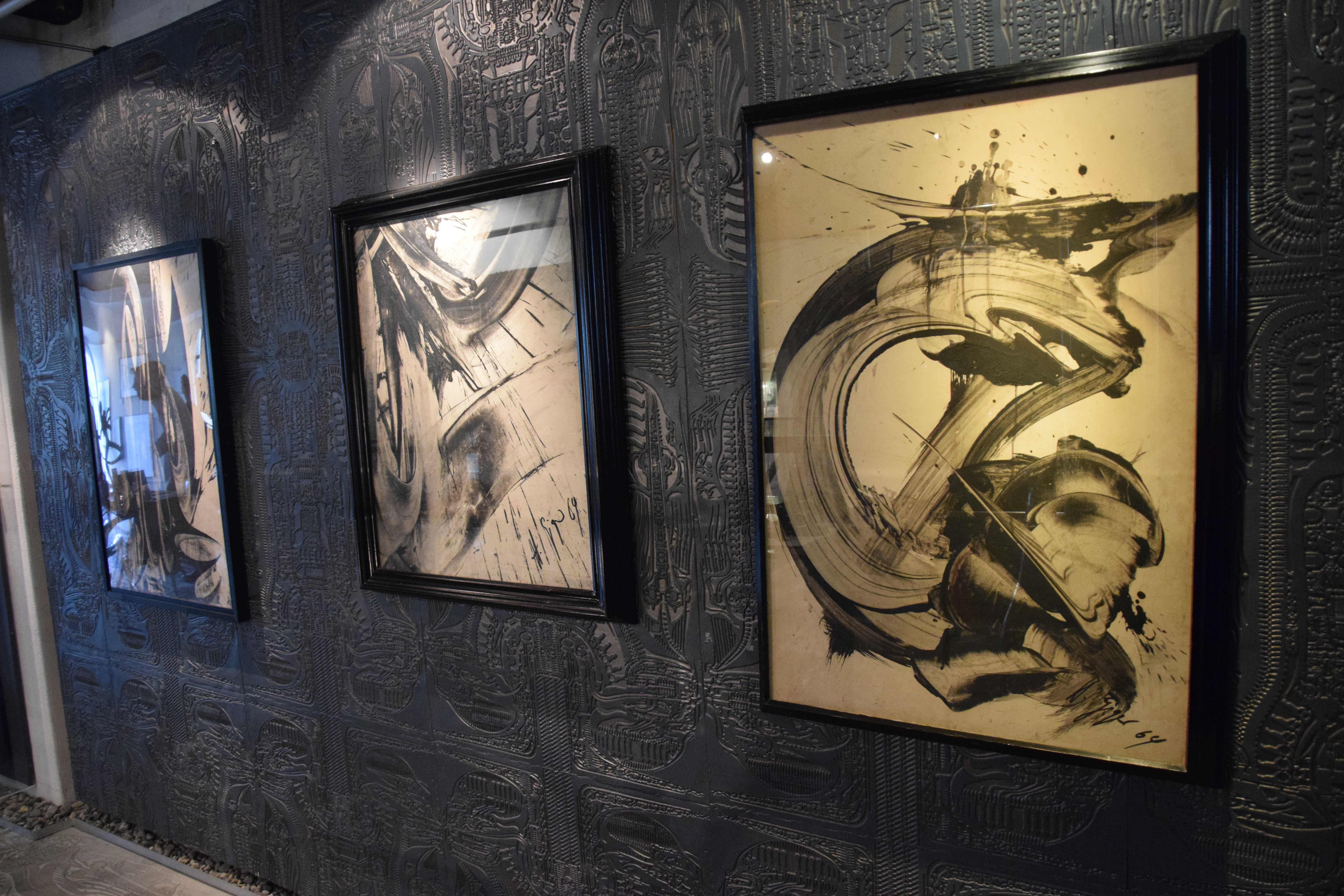
HRギーガーミュージアム所蔵の絵画
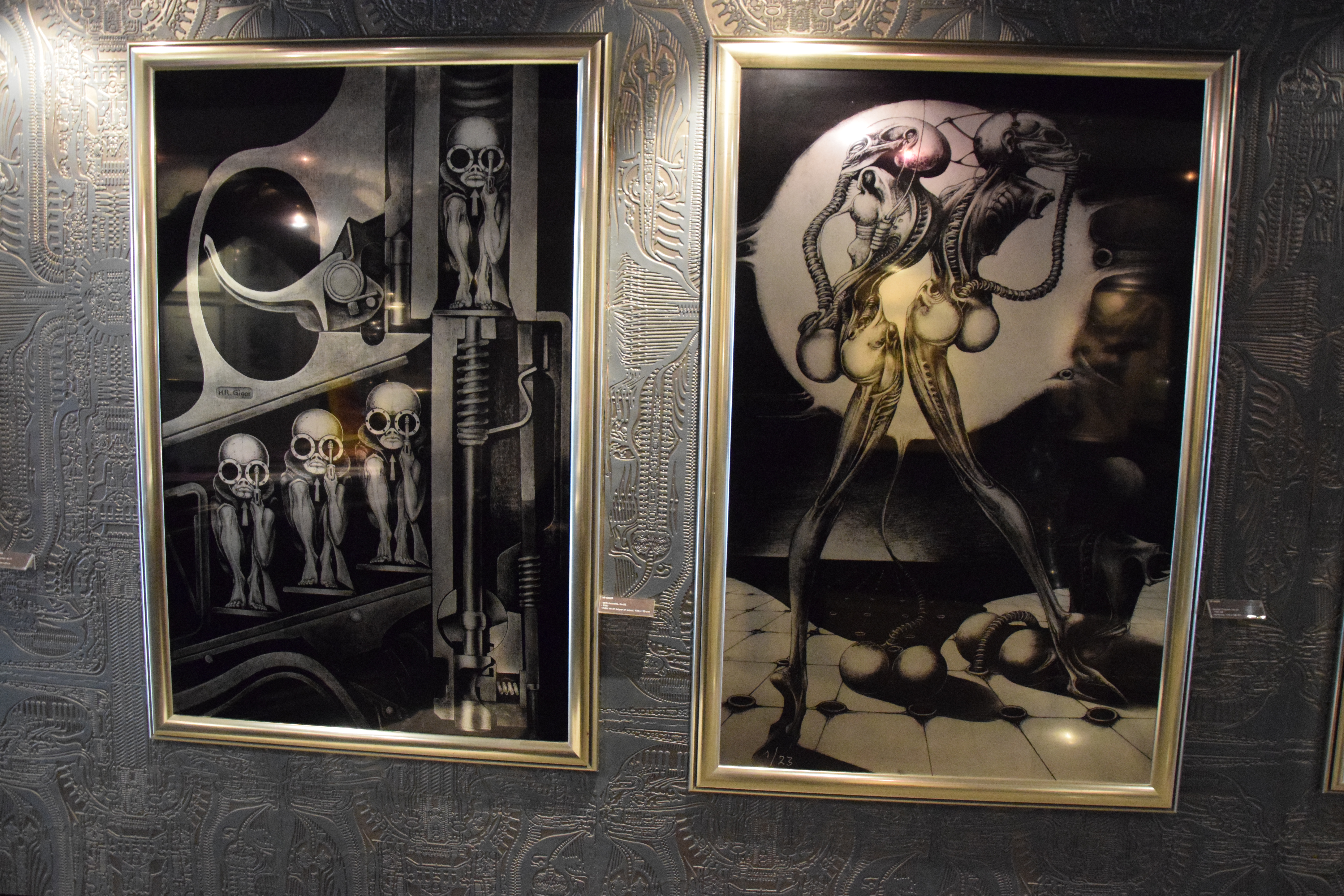
性器をモチーフにしたイラスト

## 映画
1975年、アレハンドロ・ホドロフスキー 監督によるSF大作『デューン』の映画化において「ハルコンネン男爵の城」のデザイン担当として起用され、映画界に関わる。制作中止となった同映画のスタッフが多数関わった『エイリアン』のデザイナーとして有名であり、1980年のアカデミー賞において視覚効果賞を受賞した。
映画のデザインでは他にも『スピーシーズ 種の起源』『キラー・コンドーム』『帝都物語』などを手掛けている。

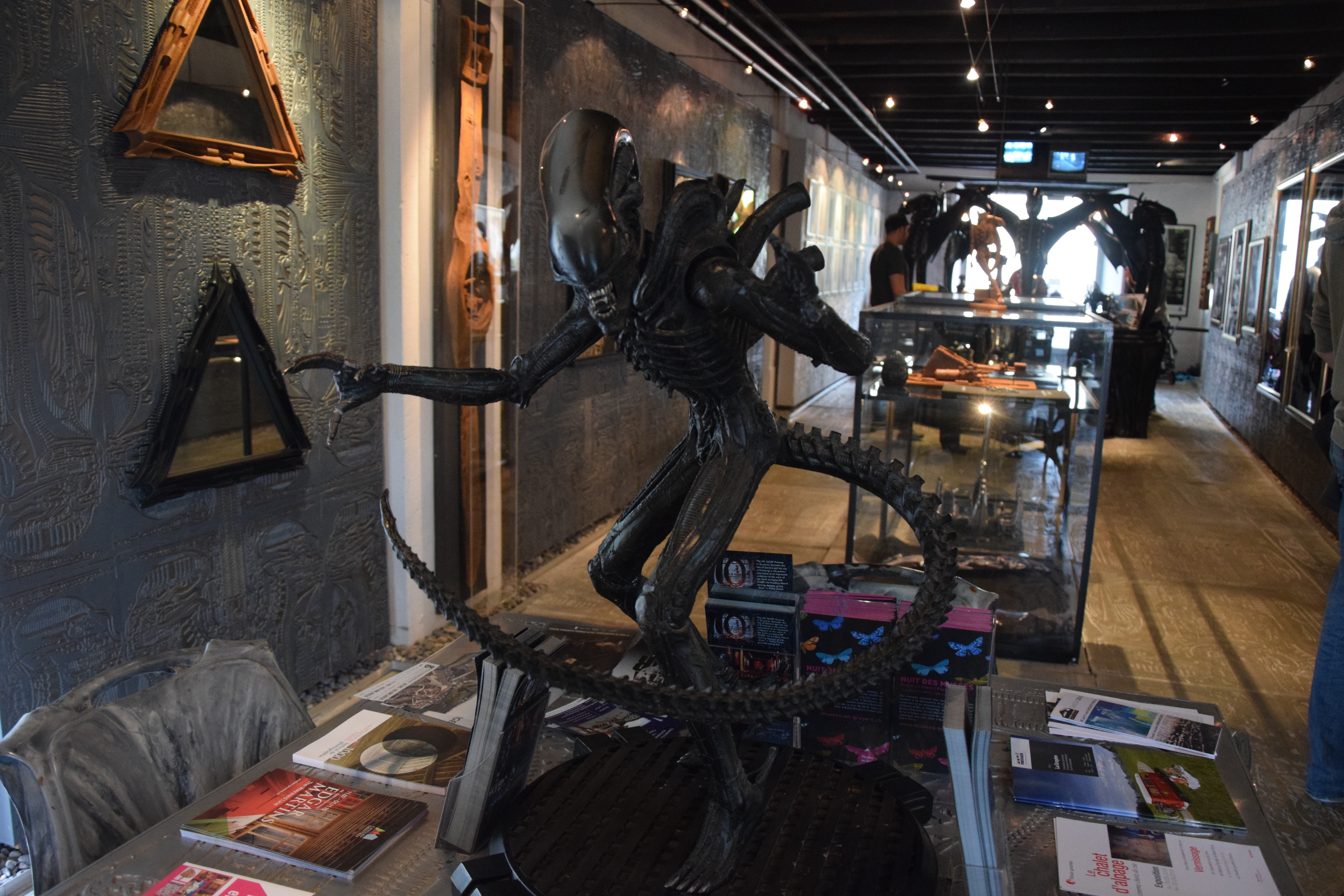
HRギーガーミュージアム展示のエイリアン像

## 音楽
ロックでは、1973年11月にリリースされたエマーソン・レイク・アンド・パーマー（ELP）の『恐怖の頭脳改革』で、アルバム・カバーアートの原画を担当した。このアルバムがELPの本国イギリス、アメリカ、そして日本など、世界的にヒットしたため、『エイリアン』で知名度が上がる以前から注目されていた。フランスのバンドであるマグマのアルバム『Attahk』のジャケットでも知られており、ギーガー自身もマグマの音楽性を高く評価している。
その『恐怖の頭脳改革』で使用されたジャケット及びインナーの原画二枚は、プラハでギーガーの個展が開催された会期中の2005年11月5日に盗難に遭い、未だ所在不明のままとなっている。ギーガーの公式ホームページでは高額の懸賞金を提示して、情報の提供と捜索・発見を呼び掛けている。
米メタルバンド「KoRn」のヴォーカルであるジョナサン・デイヴィス等のヘヴィメタル系アーティストとの親交も深く、ジョナサン・デイヴィスがステージで使用するマイクスタンドの製作なども行っている。
地元スイスのグループでは、プログレッシブ・バンド「アイランド」のアルバム・ジャケットに提供している。
また特に、同郷のミュージシャン トム・G・フィッシャーとは友人で、彼が率いるエクストリーム・メタルバンド「セルティック・フロスト」や「トリプティコン」にも提供している他、ギーガーの本拠地に開設されている自身の作品を常設展示している「ギーガー・ミュージアム」には、そのトムが自身の音楽活動の一方で司書として勤務している。プライベートでも親交が深く、作品に対しての造詣も深かったことからギーガー本人から招かれたとトムは語っている（2014年のドキュメンタリー映像『DARK STAR　H・R・ギーガーの世界』に出演している）。

## 日本への提供作品

### コンピューターゲーム
1988年にPCエンジン向けに発売されたハドソン『邪聖剣ネクロマンサー』では、パッケージ等に剣を咥えている骸骨のイラストが使用されている。ただし本作のための描き下ろしではなく、先に発表された画集『Spell3』に収録のイラストをパッケージ用として許諾を受け使用したものである。なお、使用されているのはPCエンジン版のみである。
1992年にアミーガ向けに発売（日本では1995年にセガサターン・プレイステーション）されたゲーム『ダークシード』と、その続編にあたる『ダークシードII』ではキャラクターデザインを担当した。

### その他
1980年代後半の東京・白金に、ギーガーが内装をデザインした飲食店「ギーガーズ・バー Gigar's Bar」が存在した。
hideの初ソロアルバム『HIDE YOUR FACE』でのジャケットに仮面のオブジェを提供している。
星野楽器ブランド『アイバニーズ』から発売されていたエレキギターとベースに、ギーガーのデザインをペイントした商品が限定で発売されていた。
日本のプロップレプリカ専業メーカー「ハリウッドコレクターズギャラリー」の依頼で、スケールダウンされた「GIGER'S ALIEN」、「GIGER'S BACKSCRATCHER（孫の手）」、また同じくスケールダウンされた「HAKONNEN FURNITURE」他が限定販売された。また同社の企画立案により、メディコムトイ社のベアブリックのデザインも手掛けている。

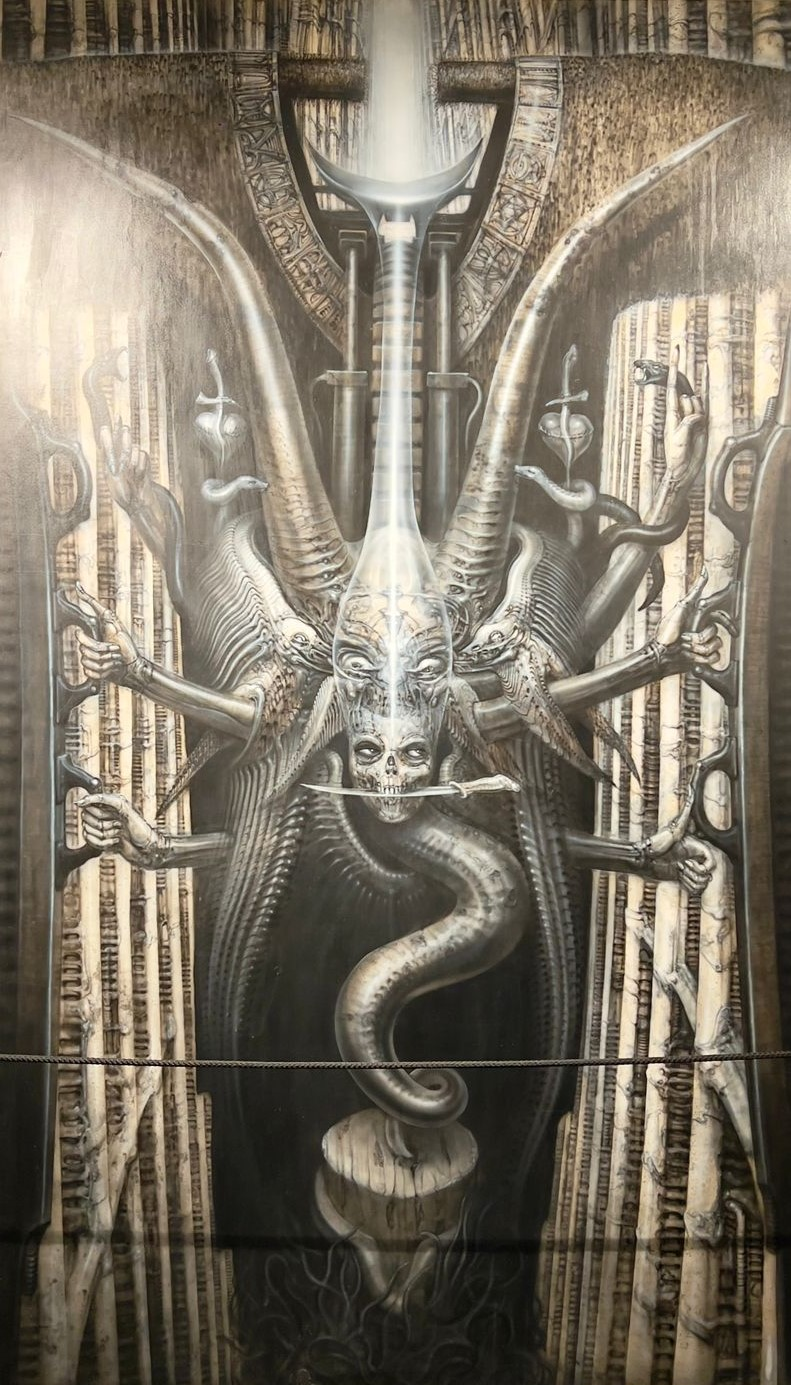
ハドソン『邪聖剣ネクロマンサー』に提供した作品
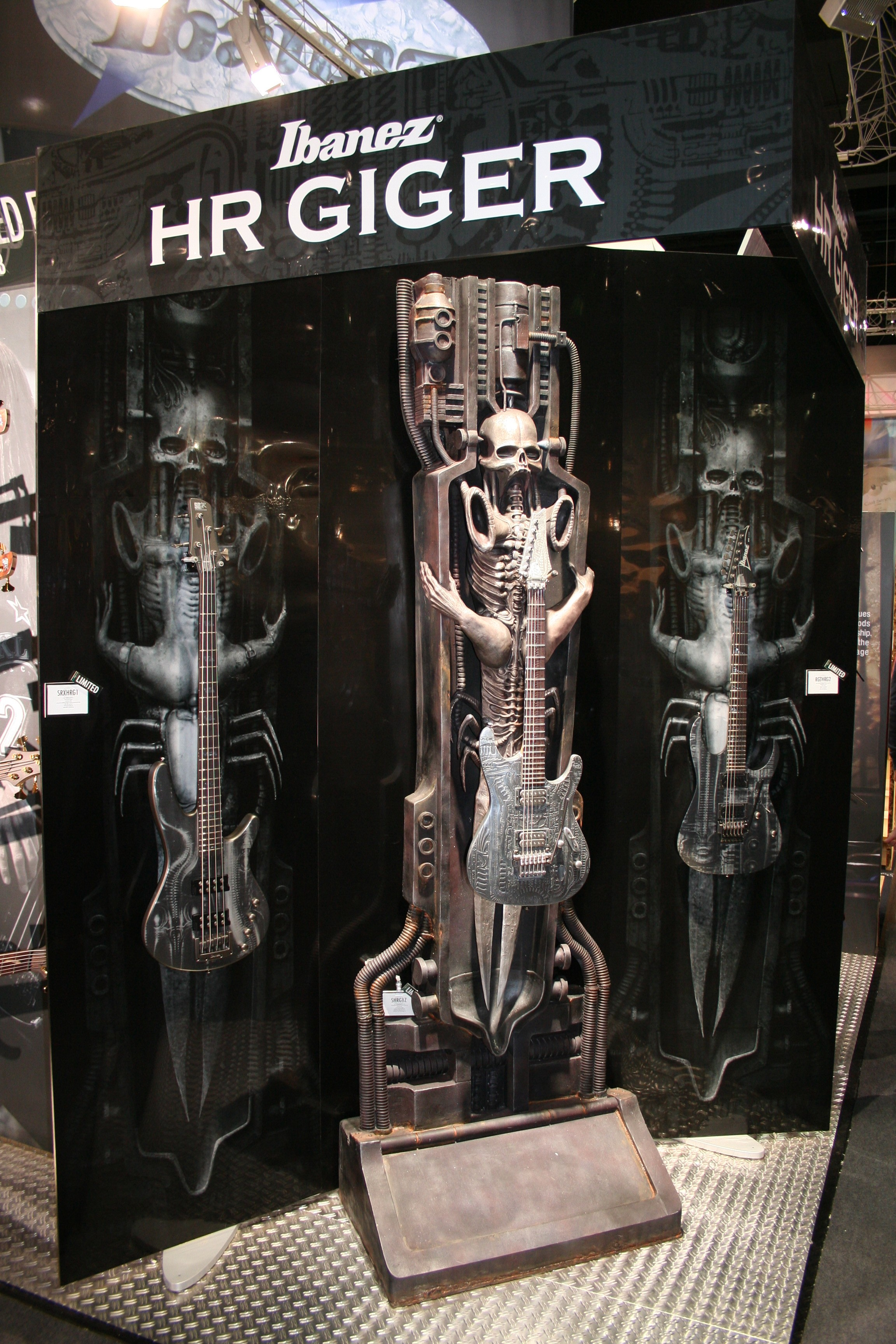
星野楽器『アイバニーズ』とのコラボ作品

## 評価
サルヴァドール・ダリは「彼には才能がある」と評価しており、後に『エイリアン』を手がけるダン・オバノンの関わる映画と引きあわせている。

## 作品

### 書籍
日本で刊行されたもの
- ネクロノミコン 1 H.R.ギーガー [画] トレヴィル 1986　のち河出書房新社で再刊
- ギーガーズ・エイリアン H.R.ギーガー 著、田中克己 訳 トレヴィル 1987　のち河出書房新社で再刊
- ネクロノミコン 2 H.R.ギーガー [画] 山形浩生訳 トレヴィル 1987　のち河出書房新社で再刊
- N.Y.City H.R.ギーガー [著] トレヴィル 1988
- バイオメカニクス H.R.ギーガー [画] 山形浩生訳　トレヴィル 1989
- H.R.ギーガーフィルム・デザイン H.R.ギーガー 著、山形浩生 訳 トレヴィル 1996
- スピーシーズ・デザイン H.R.ギーガー [作] トレヴィル 1996
- H.R.ギーガー H.R.ギーガー [画] タッシェン・ジャパン 2003（ポートフォリオシリーズ＝Taschen portfolio）
- ギーガーズ・エイリアン：Film Design 20th Century Fox H.R.ギーガー 著、田中克己 訳 エディシオン・トレヴィル 2004（Pan-Exotica）
- HRギーガーARH+ NBS-J H.R.ギーガー 千葉市子訳、タッシェン・ジャパン 2007

### 映像
- 『DARK STAR　H・R・ギーガーの世界』（2014年9月公開）（2017年12月20日、Blu-ray/DVD）

### 映画アートワーク作品一覧
-はデザイン
- 『Swiss Made 2069』（1968年）
- 『DUNE』（1970年代中頃） - アレハンドロ・ホドロフスキー監督の企画でデザイナーとして参加したが制作中止となった。顛末はドキュメンタリー映画『ホドロフスキーのDUNE』に詳しい（ギーガーへのインタビューも登場する）。
- エイリアン・シリーズ

エイリアン2以降の制作には関与していない。
- 『エイリアン』（1979年） - 遺棄船、スペースジョッキー、ビッグチャップ、フェイスハガー、チェストバスター、卵、象形文字（未使用）
- 『エイリアン2』（1986年） - 参考
- 『エイリアン3』（1992年） - ドッグエイリアン（参考）
- 『エイリアン4』（1997年） - 参考
- 『プロメテウス』（2012年） - 参考

- 『Future-Kill』（1985年）
- 『ポルターガイスト2』（1986年） - テキーラワーム、煙獣、B神父
- 『帝都物語』（1988年） - 護法童子
- 『バットマン フォーエヴァー』（1995年） - バットモビル
- 『スピーシーズ 種の起源』（1995年） - エイリアン・シル、ゴーストトレイン
- 『キラーコンドーム』（1996年） - 殺人コンドーム

### アルバム・カバーアート提供作品一覧
※アルファベット順
Atrocity
- 『Hallucinations』（1990年）

Big Satan, Inc.
- 『Jezegrind』7インチ・シングル盤（1992年）

Bloodbath
- 『Traumatic Memories』（1992年）

カーカス
- 『ハートワーク』（1993年）

セルティック・フロスト
- 『To Mega Therion』（1985年）

Clepsydra
- 『Hologram』（1991年）

County Morgue
- 『And Insanity Begins』（1993年）

Danzig
- 『Dirty Black Summer』（1992年）
- 『Danzig III: How the Gods Kill』（1992年）

デボラ・ハリー
- 『Koo Koo』（1981年）

Dr Death
- 『Preapocalyptic Visions』（1997年）
- 『Somewhere in Nowhere』（1999年）

Drowning Room
- 『The Divinity Syndrome』7インチ・シングル盤（1996年）

エマーソン・レイク・アンド・パーマー
- 『恐怖の頭脳改革』（1973年）
- 『Then and Now』（1998年）

Floh de Cologne
- 『Mumien / Kantate für Rockband』（1974年）

Hardmakz
- 『Striking Wave Vol. 2』（2000年）

hide
- 『HIDE YOUR FACE』（1994年）

アイランド
- 『Pictures』（1977年）
- 『Pyrrho』（2005年）

Joel Vandroogenbroeck
- 『Biomechanoid』（1980年）

Liturgia
- 『In Perpetuum』（EP）（1997年）

マグマ
- 『Attahk』（1978年）

Omega
- 『The Hell Patrol』（2013年）

Order from Chaos
- 『Stillbirth Machine』（1993年）

Paganini
- 『Esoterrorism』（2003年）

Pankow
- 『Freiheit für die Sklaven』（1987年）

Sacred Sin

- 『Darkside』（1993年）

Sacrosanct
- 『Recesses for the Depraved』（1991年）

スティーヴ・スティーヴンス
- 『アトミック・プレイボーイズ』（1989年）

デッド・ケネディーズ
- 『フランケンクライスト』（1985年）

　　※附属のポスター「Penis Landscape」のみを担当

The Shiver
- 『Walpurgis』（1969年）

Totten Korps
- 『Our Almighty Lords』（EP）（1992年）

トリプティコン
- 『Eparistera Daimones』（2010年）
- 『Melana Chasmata』（2014年）

Various Artists
- 『Biomechanik III: The Final Chapter』（2005年）